# Lichtenhain (Sebnitz)
Lichtenhain ist ein Ortsteil der Stadt Sebnitz im Landkreis Sächsische Schweiz-Osterzgebirge, Sachsen. Der Ort liegt im Elbsandsteingebirge und ist bekannt durch den Lichtenhainer Wasserfall und das Lichtenhainer Blumenfest.

## Geographie

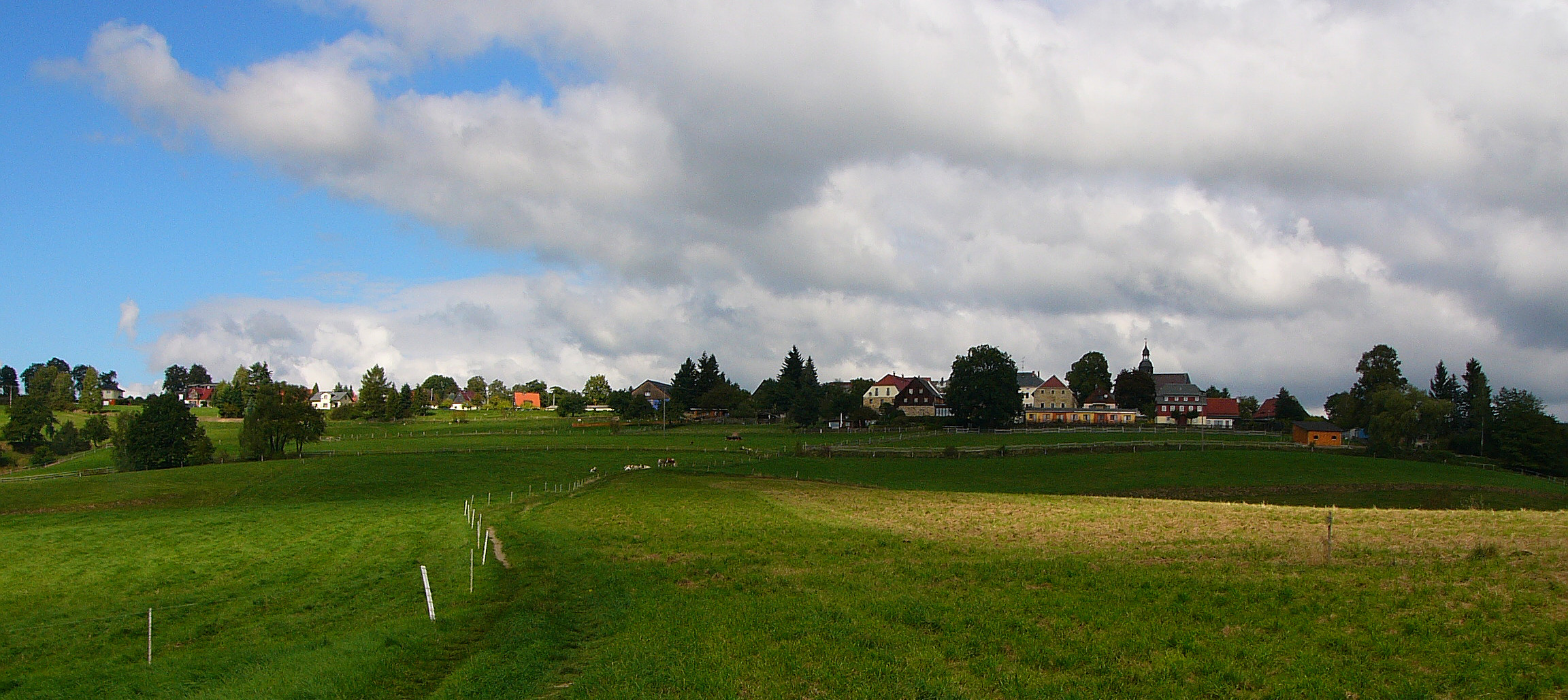
Dorfpanorama von Lichtenhain

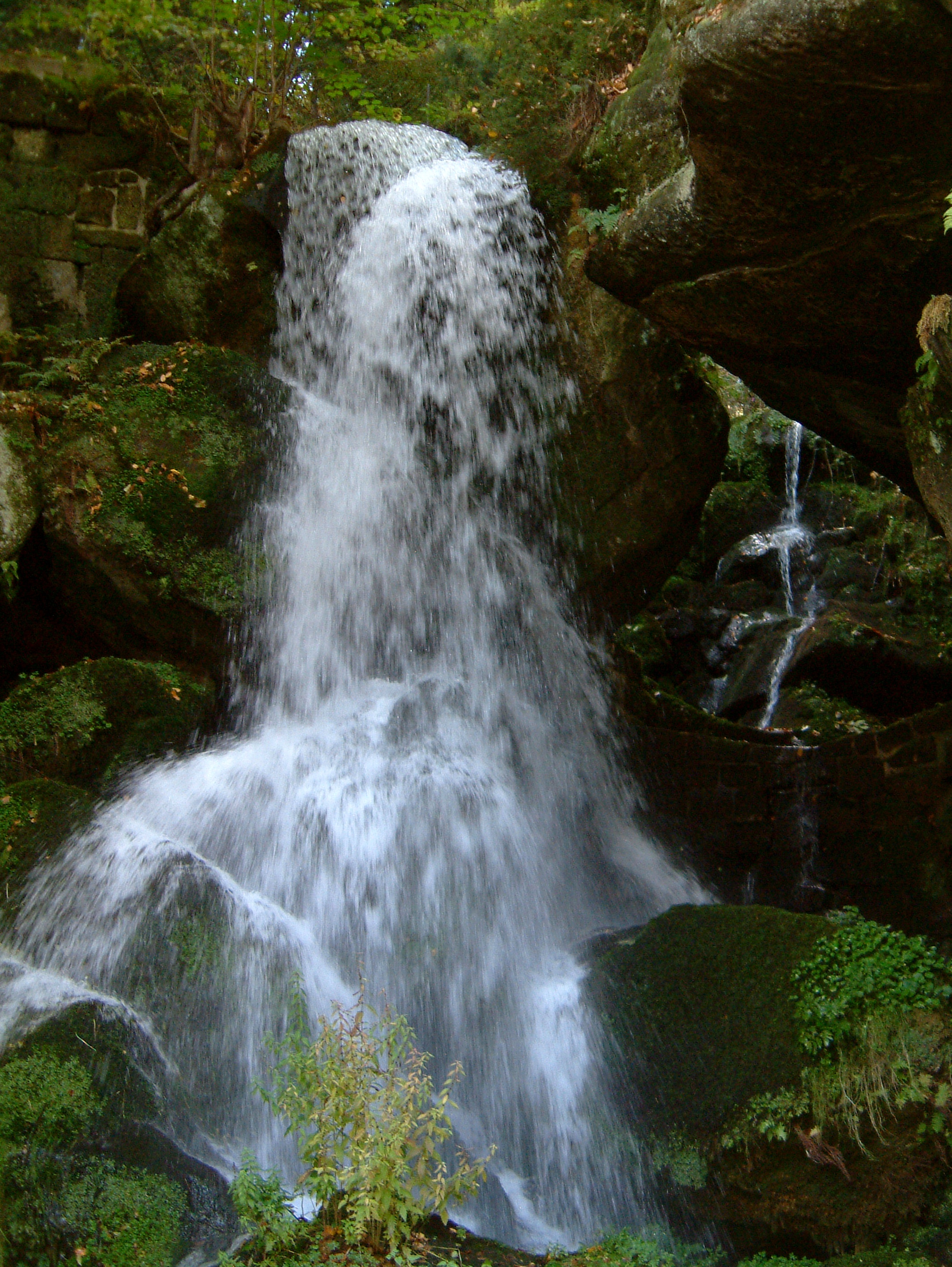
Lichtenhainer Wasserfall

Lichtenhain liegt im rechtselbischen Teil der Sächsischen Schweiz auf der Hochfläche zwischen den Flüssen Sebnitz im Norden und Kirnitzsch im Süden. Der Ort befindet sich im Zentrum einer fast rundum von bewaldeten Hanglagen umgebenen Rodungsfläche, der Dorfkern liegt dabei am Beginn eines rechten Seitentälchens des Kirnitzschtals. Der darin verlaufende Lichtenhainer Dorfbach bildet kurz vor seiner Mündung in die Kirnitzsch den Lichtenhainer Wasserfall, eine bekannte Touristenattraktion der Sächsischen Schweiz. Wenige 100 Meter südöstlich des Wasserfalls befinden sich das Felsentor Kuhstall und die Burg Wildenstein, die zu Bad Schandau gehören. Ein weiterer Wasserfall auf Lichtenhainer Flur ist der Beuthenfall, etwas weiter flussabwärts der Kirnitzsch. In der Mitte zwischen Lichtenhainer Wasserfall und Beuthenfall stand die beim Hochwasser im August 2010 eingestürzte Haidemühle. Vom nahe der Ortslage Lichtenhain befindlichen Pfarrberg bietet sich eine Rundumsicht.
Lichtenhain hat 515 Einwohner. (Stand: 2011) Die Gemarkung Lichtenhain grenzt im Westen an Mittelndorf und im Osten an Ottendorf. Nordöstlich bzw. nördlich benachbart sind Hertigswalde und Hainersdorf. Im Nordwesten grenzt Ulbersdorf, ein Ortsteil von Hohnstein, und im Süden der Bad Schandauer Ortsteil Ostrau an.
Wichtigste Straßen im Ort sind die beiden von Bad Schandau nach Sebnitz führenden Staatsstraßen 165 (Kirnitzschtalstraße) und 154 (Hohe Straße, auch als Panoramastraße bezeichnet). Letztere wurde um 1930 aus dem Ortskern heraus nach Norden verlegt und erhielt deshalb den Namen Neue Straße. Von ihr zweigt die Kreisstraße 8730 nach Ulbersdorf ab. An den ÖPNV ist Lichtenhain über die Buslinie 260 des Regionalverkehrs Sächsische Schweiz-Osterzgebirge angebunden. Am Lichtenhainer Wasserfall befindet sich außerdem die Endstation der Kirnitzschtalbahn, einer vorrangig touristischen Zwecken dienenden Überlandstraßenbahn. Darüber hinaus liegt der Lichtenhainer Wasserfall an mehreren Fernwanderwegen, darunter Fremdenweg, Malerweg, Dichter-Musiker-Maler-Weg und Lausitzer Schlange.

## Geschichte

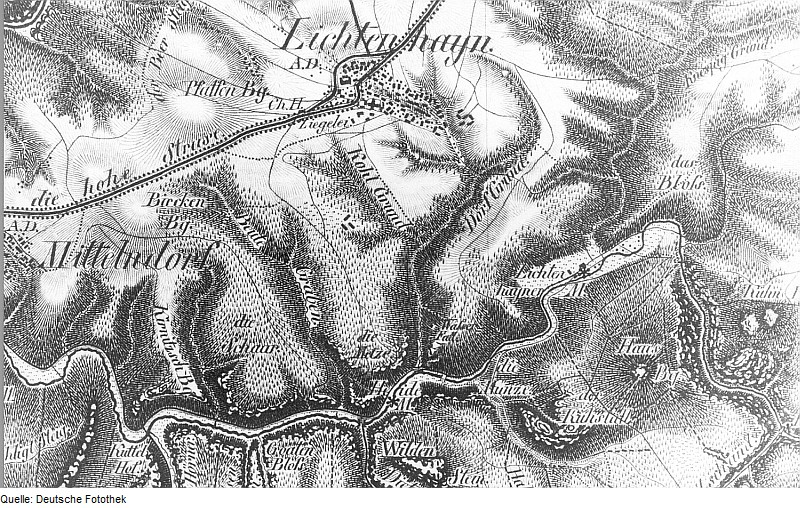
„Lichtenhayn“ auf einer Karte aus dem 19. Jahrhundert

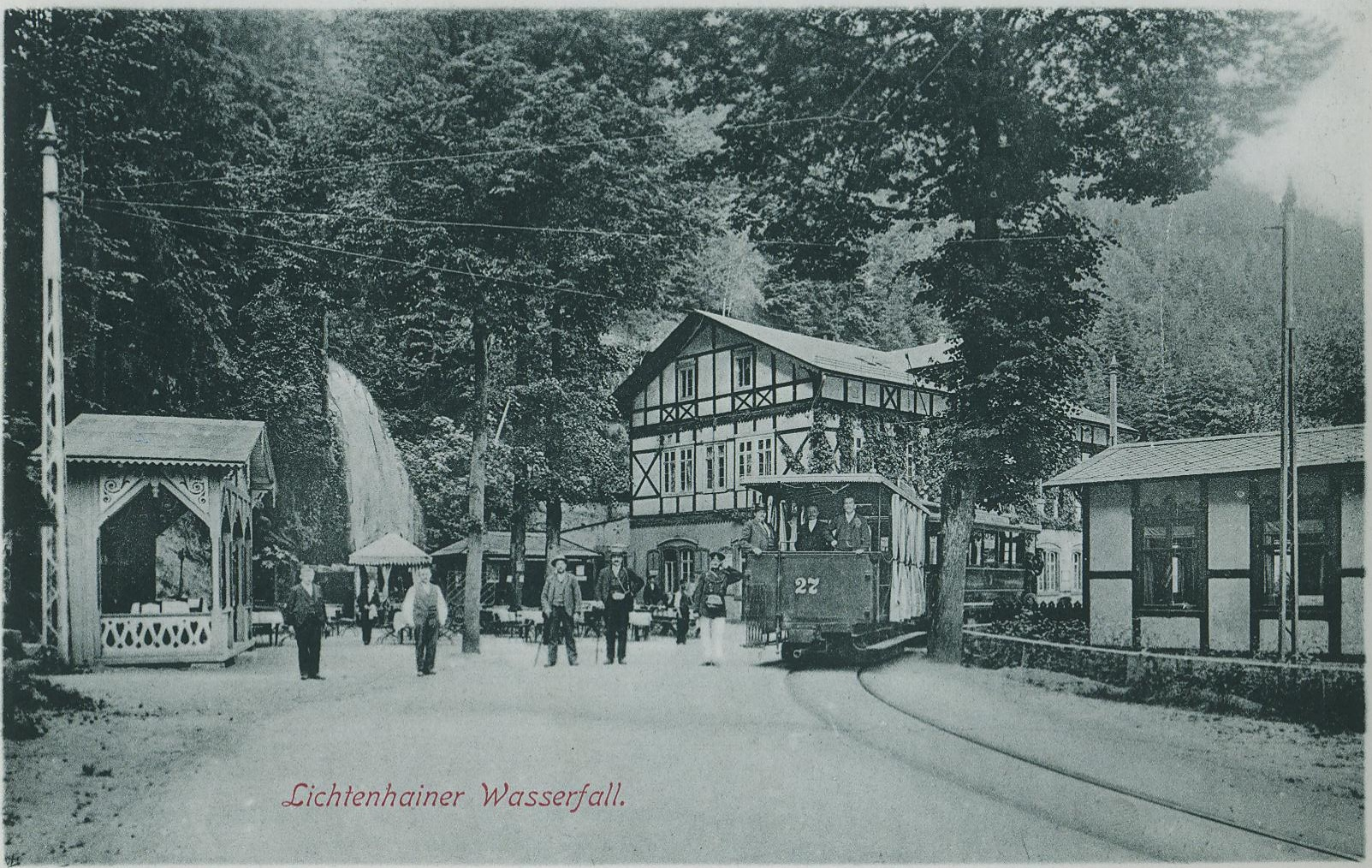
Gasthaus am Lichtenhainer Wasserfall mit der Endstation der Kirnitzschtalbahn, 1910

Der Ortsname ist, genau wie die Namen der meisten Orte in der Umgebung, nicht slawischen, sondern deutschen Ursprungs. Er setzt sich zusammen aus den Bestandteilen Licht und Hain. Erstmals erwähnt wurde das Dorf 1409. Die Schreibweise „Lichtinhayn“ war 1430 in Gebrauch, 1495 gibt es zwei Varianten nebeneinander: „Lichtenaw alias et vero Lychtenhan“. Im Jahre 1791 hieß der Ort „Lichtenhayn“.
Lichtenhain entstand als Waldhufendorf im Zuge der Deutschen Ostsiedlung. Schon um 1500 befand sich im Ort eine Pfarrkirche, die zum Archidiakonat der nahen Oberlausitz gehörte. Ihr zugeordnet war bis 1459 sowie 1539 bis 1545 als Filialkirche der Vorgängerbau der Bad Schandauer St.-Johannis-Kirche. Eingepfarrt sind traditionell die Nachbarorte Altendorf und Mittelndorf, bis 1545 auch Rathmannsdorf. Die Lichtenhainer Kirche wurde 1697/98 umgebaut und erweitert. Damals entstand auch das dreistöckige barocke Altarretabel vom Zittauer Bildhauer Johann Konrad Edelwehr. Vermutlich war die Heilige Stiege ein Verbindungsweg von Schmilka zur Lichtenhainer Kirche. Während der schweren Verwüstungen des Dreißigjährigen Krieges 1633/34 versteckten sich die Einwohner in den Felsgebieten oberhalb des Kirnitzschtals.
Als Amtsdorf unterstand Lichtenhain mit seiner rund 19 Hufen großen Waldhufenflur in grundherrschaftlicher, erbgerichtlicher und verwalterischer Hinsicht vom 16. bis ins 19. Jahrhundert direkt dem Amt Hohnstein, die Bauern des Ortes waren außerdem zu einem kleinen Teil dem Lichtenhainer Pfarrer zinspflichtig. Die Verwaltung des Ortes oblag 1856 dem Gerichtsamt Schandau. Auf Grundlage der Landgemeindeordnung von 1838 erlangte Lichtenhain Selbstständigkeit als Landgemeinde. Diese war 1875 Teil der Amtshauptmannschaft Pirna, die Größe der Gemeindeflur betrug im Jahre 1900 rund 797 Hektar. Das 1890 teilweise abgebrannte Oberdorf wurde anschließend neu errichtet.
Ab 1952 gehörte Lichtenhain zum Kreis Sebnitz. Am 1. April 1974 wurden die Nachbarorte Altendorf und Mittelndorf nach Lichtenhain eingemeindet; am 1. März 1994 schlossen sich Lichtenhain, Ottendorf und Saupsdorf zur neuen Gemeinde Kirnitzschtal zusammen, deren Verwaltung in Lichtenhain saß. Aus dem Kreis Sebnitz ging im selben Jahr durch eine Fusion zunächst der Landkreis Sächsische Schweiz und 2008 der Landkreis Sächsische Schweiz-Osterzgebirge hervor. Seit dem 1. Oktober 2012 gehört Lichtenhain nach der Eingliederung von Kirnitzschtal zur Stadt Sebnitz. Das Gebäude mit der ältesten Bausubstanz ist heute der Vierseithof des Erblehngerichts, weitere alte Bauernhöfe sind im Niederdorf und über dem Talgrund zu finden. Seit 1963 wird im Ort das Lichtenhainer Blumenfest gefeiert.

## Einwohnerentwicklung
| Jahr    | Einwohner                               |
| ------- | --------------------------------------- |
| 1547/51 | 35 Besessene Mann, 57 Inwohner          |
| 1764    | 32 Besessene Mann, 28 Häusler           |
| 1834    | 581                                     |
| 1871    | 695                                     |
| 1890    | 829                                     |
| 1910    | 930                                     |
| 1925    | 1048                                    |
| 1939    | 940                                     |
| 1946    | 1032                                    |
| 1950    | 1036                                    |
| 1964    | 861                                     |
| 1990    | 1248 (mit OT Altendorf und Mittelndorf) |
| 2000    | siehe Kirnitzschtal                     |